# Кукес (округ)
Кукес (алб. Rrethi i Kukësit) — один из 36 округов Албании, расположенный в северо-восточной части страны.
Округ занимает территорию 956 км² и относится к области Кукес. Административный центр — город Кукес.
Перед Второй мировой войной округ был тесно связан с Косово. До города Призрен здесь всего 60 км. Однако послевоенное закрытие албанских границ привело к разрыву этих связей. После отхода сербской армии с границы после окончания войны в Косово, десятки тысяч этнических албанцев из Косово хлынули сюда, ища спасения.

## Географическое положение
Округ расположен на северо-востоке Албании в горной местности. Восточнее города Кукес горы достигают высоты свыше 2400 м. Высочайшая точка — гора Гьяликес (2484 м).
Северную границу округа образует река Дрин. В этой части она запружена, образовав водохранилище Фиерза. С юга в водохранилище впадает Чёрный Дрин, объединяясь здесь с текущим с востока Белым Дрином. Долина Дрина такая же узкая и неприступная, как и многие районы округа.
На востоке находится автономный край Сербии — Косово и Метохия. Близ Морина, в 39 км восточнее Кукеса, в долине Белого Дрина, расположен главный пограничный переход Врбница между Албанией и Косово.

## Экономика и промышленность
К востоку от Кукеса добывается хром, имеются месторождения медных руд.
Население занято сельским хозяйством. Кукес (18 000 жителей) — единственный город в округе. Практически все жители — суннитские мусульмане. На восточной границе в нескольких деревнях живут горанцы.

## Транспорт
Кукес долгое время был отрезан от остальной страны. Только узкие горные дороги, ведущие через многочисленные перевалы, связывали округ с другими городами, а зимой многие деревни были отрезаны от внешнего мира.
В Кукесе построен аэропорт, но воздушное сообщение практически отсутствует. Новый автобан в Косово с 5-километровым подземным туннелем, проходящий через Кукес, значительно сократил путь сюда.
В настоящее время Албания строит скоростную автодорогу от крупнейшего порта Албании Дуррес в Кукес. Планируется, что в будущем она будет продлена до Приштины.

## Административное деление
Территориально округ разделён на город Кукес и 14 общин: Arrën, Bicaj, Bushtrica, Grykë-Çaja, Kalis, Kolsh, Malzi, Шиштевац, Shtiqën, Surroj, Tërthor, Topojan, Ujmisht, Запод.